# Berberis gagnepainii
Berberis gagnepainii är en berberisväxtart som beskrevs av Camillo Karl Schneider. Berberis gagnepainii ingår i släktet berberisar, och familjen berberisväxter. Inga underarter finns listade i Catalogue of Life.

## Bildgalleri

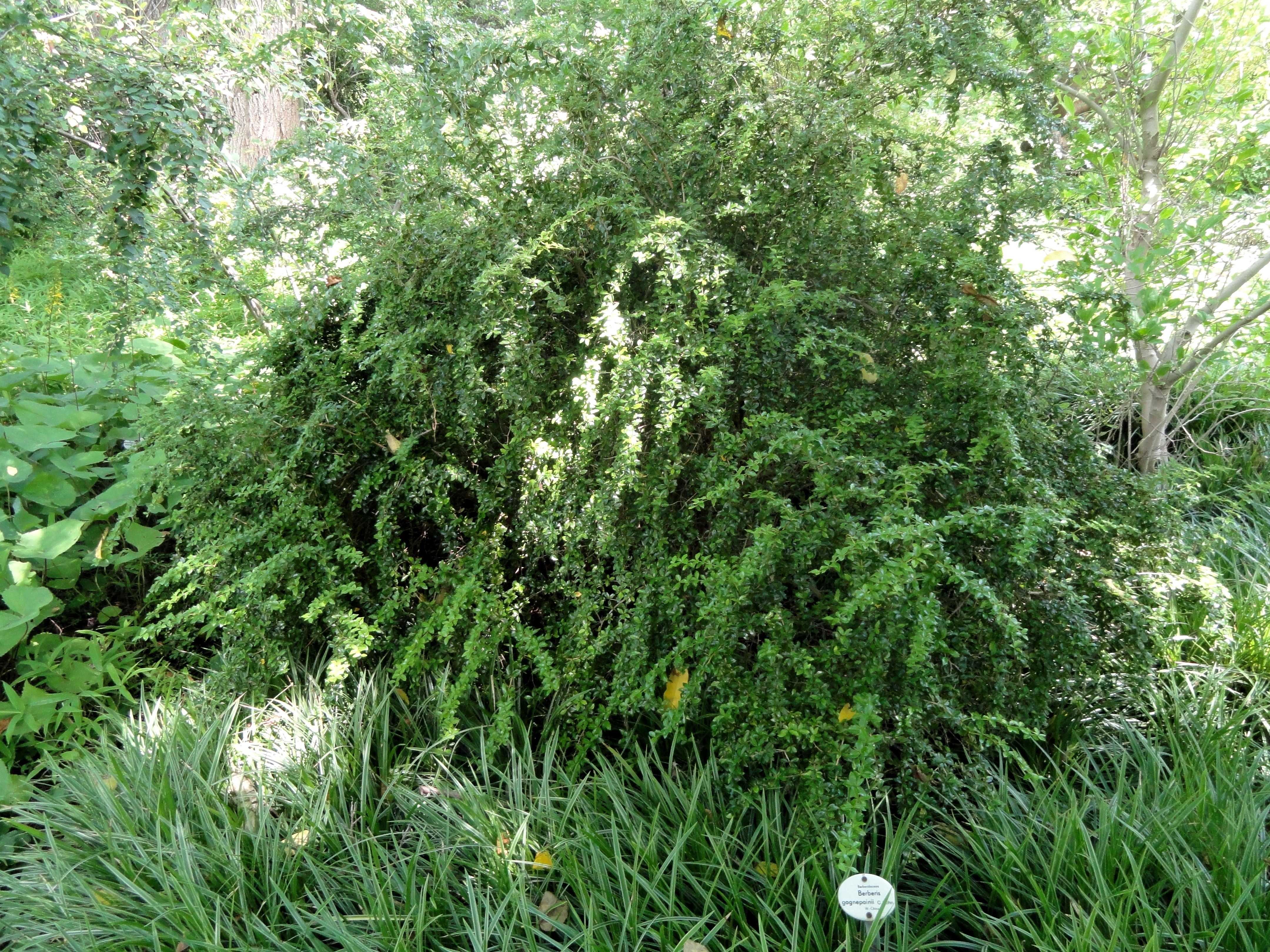
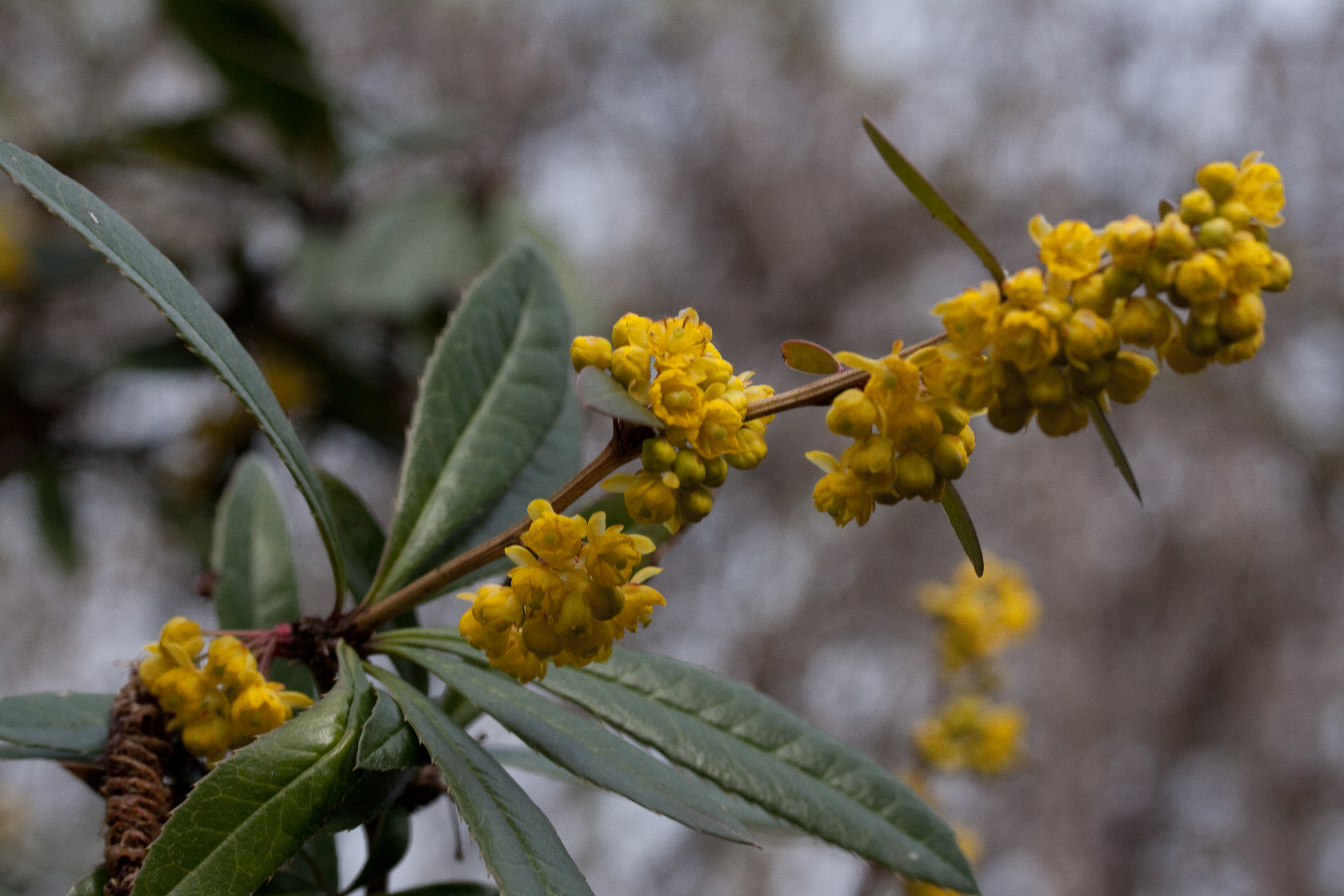
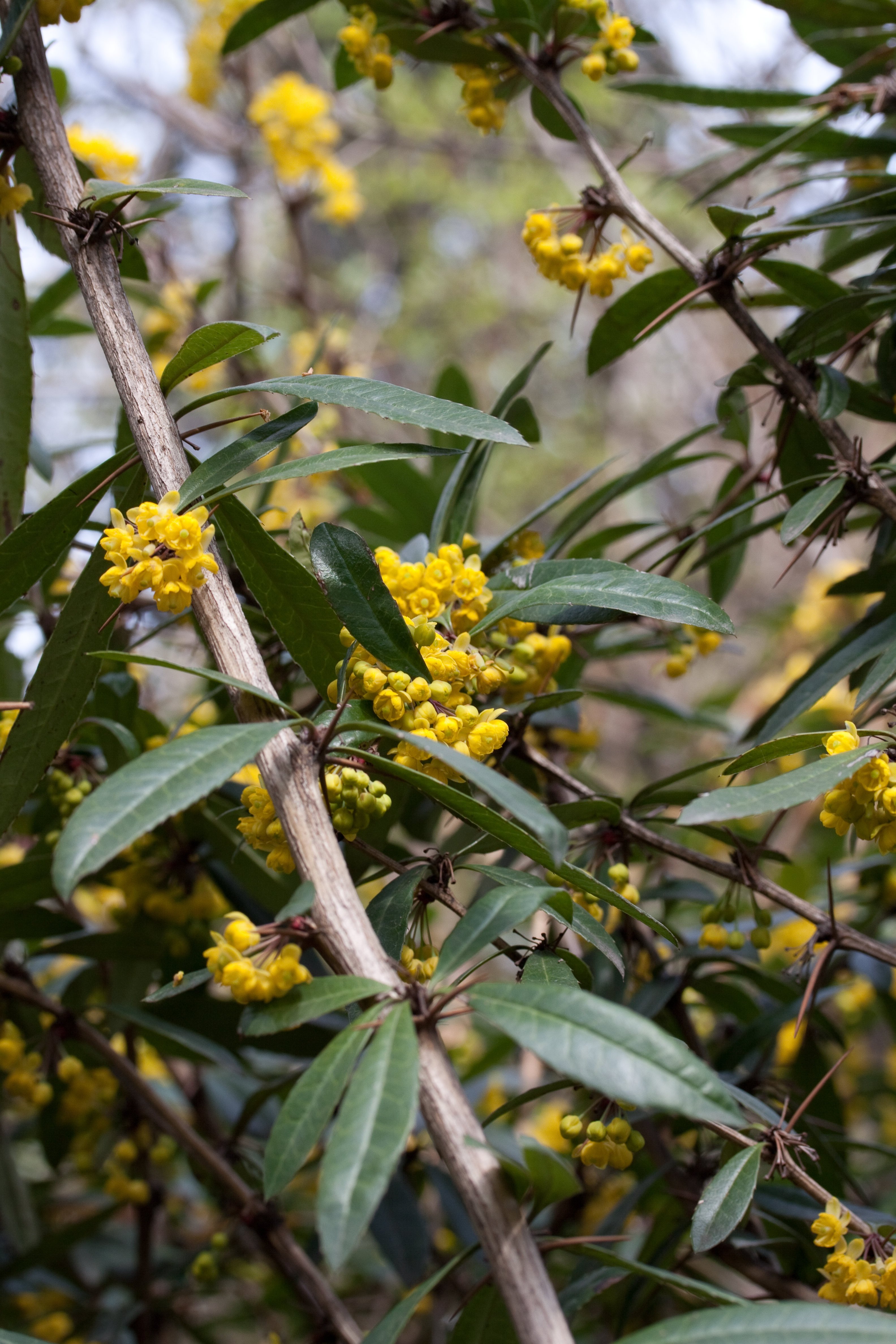
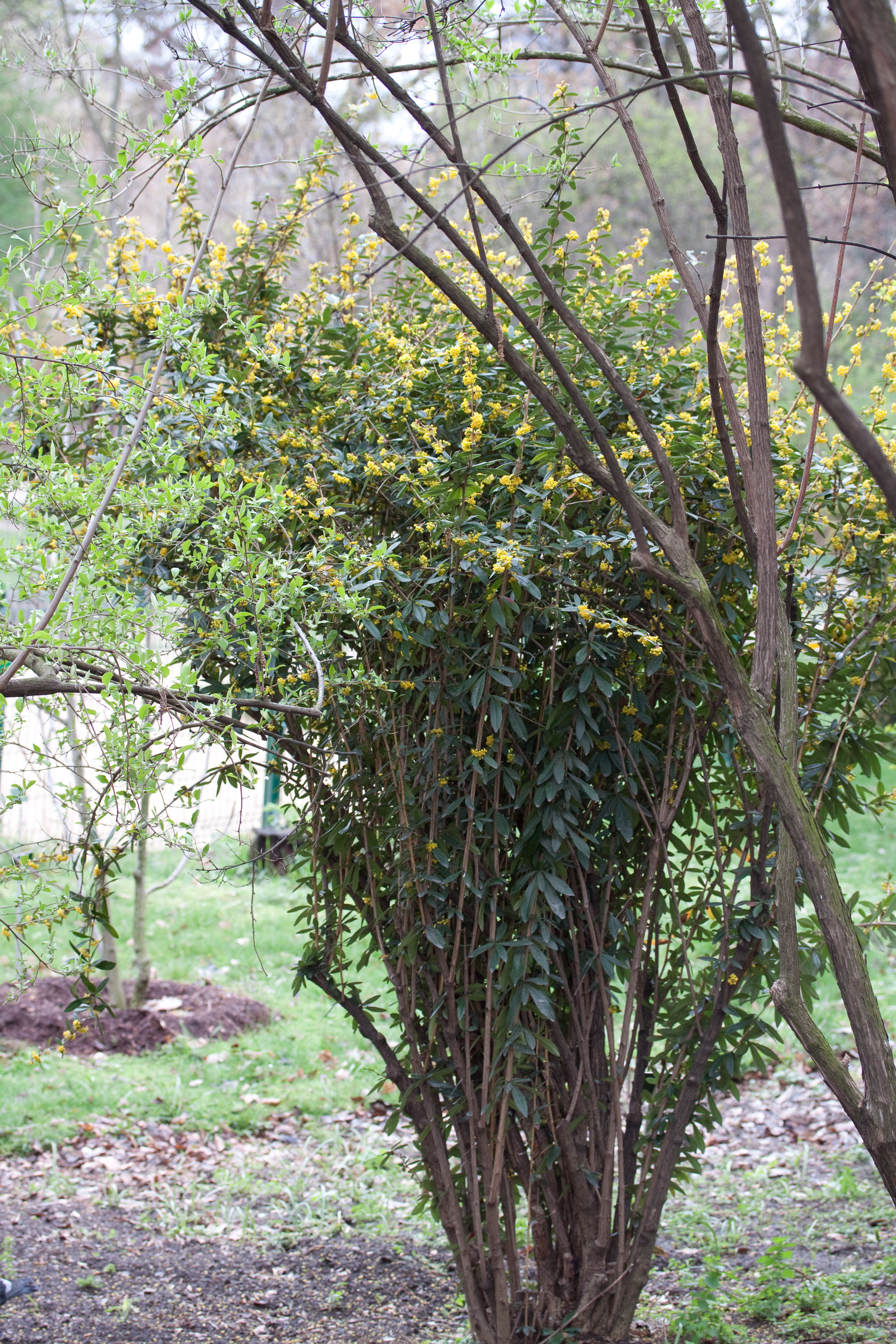
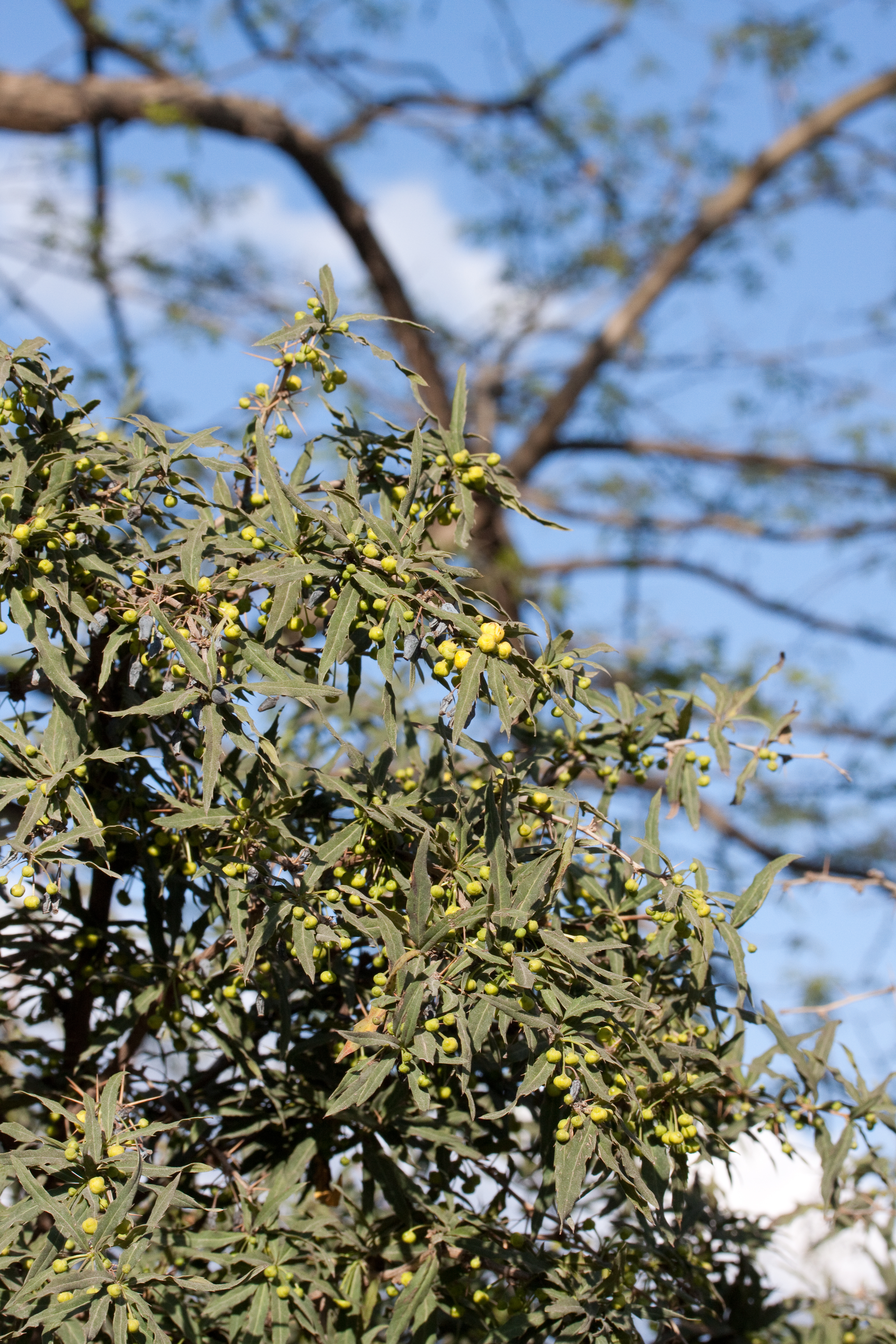
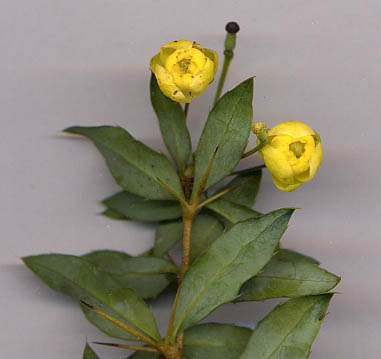